# David Campbell Bannerman

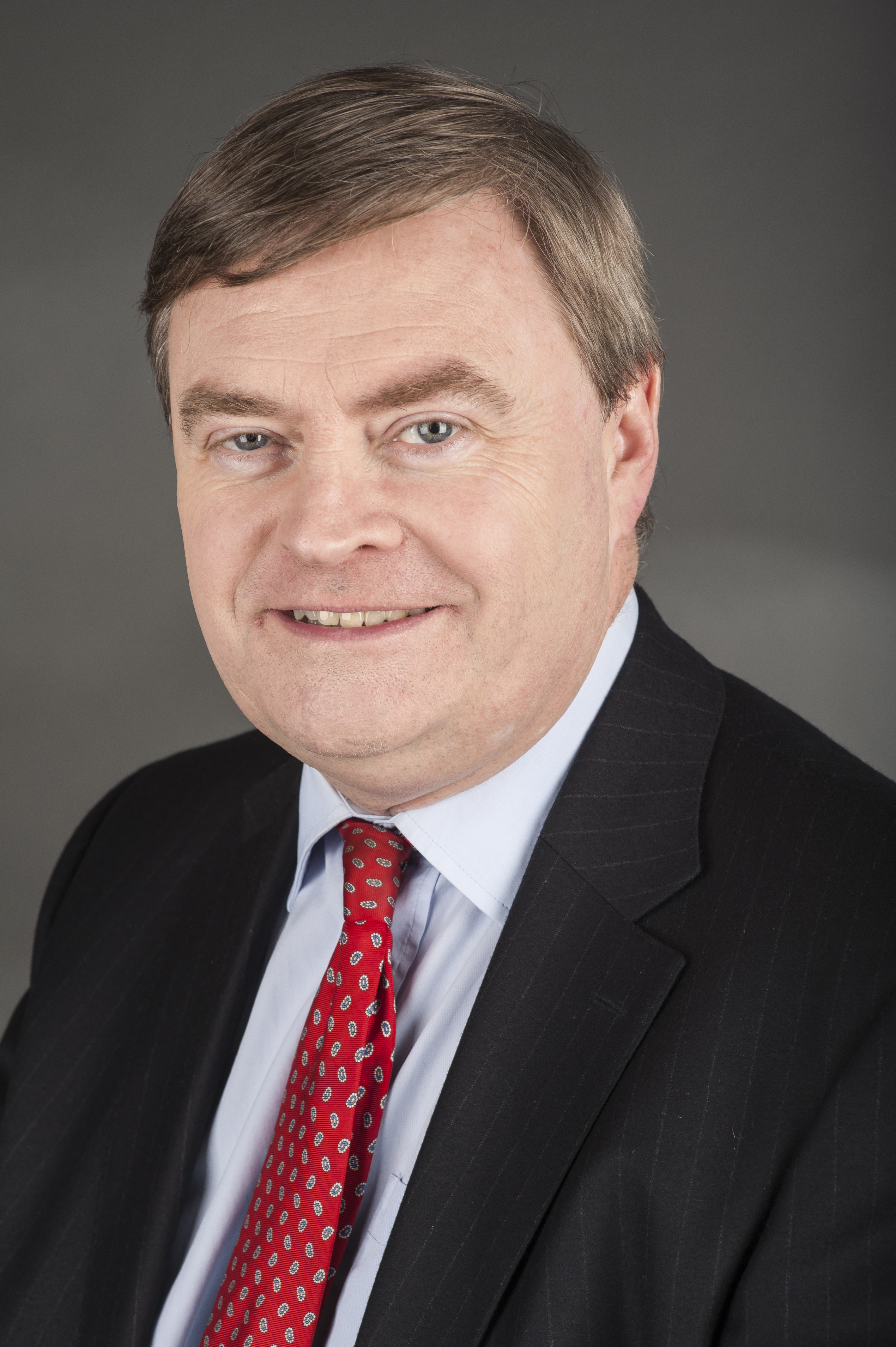
David Campbell Bannerman 2014

David Campbell Bannerman (* 28. Mai 1960 in Bombay) ist ein britischer Politiker der Conservative Party.

## Leben
Campbell Bannerman studierte an der Edinburgh University und an der University of Pennsylvania. Campbell Bannerman ist seit 2009 Abgeordneter im Europäischen Parlament. Von 2004 bis Mai 2011 war er Mitglied der UK Independence Party (UKIP). Er wechselte 2011 zur Conservative Party. David stammt aus der gleichen Familie wie der frühere britische Premierminister Henry Campbell-Bannerman.

## EU-Abgeordneter
Campell war Mitglied in der Fraktion Europäische Konservative und Reformisten und unter anderem Mitglied im Ausschuss für internationalen Handel und Stellvertreter im Unterausschuss für Sicherheit und Verteidigung. Aufsehen erregte er mit seiner Forderung, dass diejenigen, die sich „durch extreme Loyalität zur EU“ („through extreme EU loyalty“) gegen das Vereinigte Königreich stellen, wegen Hochverrat belangt werden sollen.